# 乌拉尼亚
乌拉尼亚是巴西圣保罗州的一个市镇。总面积209.273平方公里，总人口8883人，人口密度42.4人/平方公里。